# ATP German Open 1983
Il German Open 1983 è stato un torneo di tennis giocato sulla terra rossa. È stata la 77ª edizione del Torneo di Amburgo, che fa parte del Volvo Grand Prix 1983. Si è giocato al Rothenbaum Tennis Center di Amburgo in Germania, dal 9 al 15 maggio 1983.

## Campioni

### Singolare
Yannick Noah ha battuto in finale   José Higueras, 3–6, 7–5, 6–2, 6–0.

### Doppio
Heinz Günthardt /  Balázs Taróczy hanno battuto in finale  Mark Edmondson /  Brian Gottfried, 7–6, 4–6, 6–4.